# CBS (televisiezender)

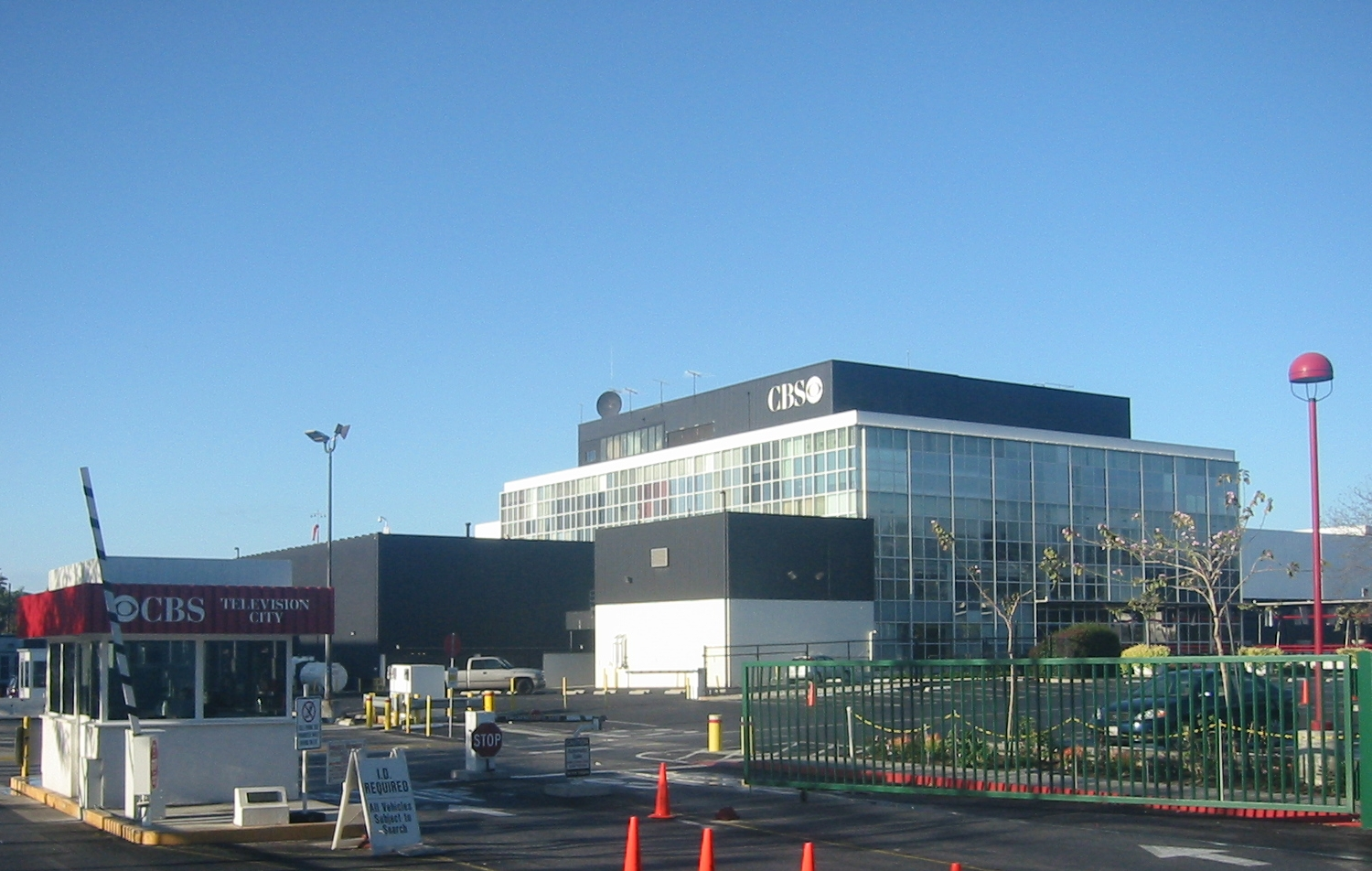
CBS Television City in Los Angeles

CBS (voormalig voluit Columbia Broadcasting System) is een groot Amerikaans radio- en televisienetwerk. CBS is een van de drie commerciële televisienetwerken die de Amerikaanse markt van televisie domineerden voor de komst van kabeltelevisie. Wat vandaag de dag na allerlei fusies en overnames CBS is geworden werd in 1927 opgericht toen Columbia Records en de New Yorkse talentenjager Arthur Judson samen een radiobedrijf oprichtten genaamd The Columbia Phonograph Broadcasting System. In datzelfde jaar had de joint venture al 47 radiostations in handen.

## Geschiedenis
CBS concentreerde zich na oprichting eerst op haar radioactiviteiten. Hoewel radio de belangrijkste activiteit gedurende de Tweede Wereldoorlog bleef ging zij zich vanaf 1939 ook bezighouden met televisieactiviteiten.
De periode tussen 1940 en 1970 waren de hoogtijdagen van CBS. In deze periode kon zij zich het belangrijkste televisie- en radionetwerk van de Verenigde Staten noemen. Vanaf 1970 is deze rol langzaam overgenomen door ABC. Toch is CBS nog steeds een belangrijk netwerk met vele succesvolle activiteiten. Vandaag de dag is CBS in handen van het mediaconglomeraat CBS Corporation, dat in januari 2006 afgesplitst is van Viacom, dat oorspronkelijk is opgericht door CBS als een spin-off. Het huidige CBS wordt beheerd door CBS Broadcasting, Inc. waarbij CBS geen afkorting meer is.
Sinds eind 2005 is CBS ondergebracht bij CBS Corporation, de ene helft van wat vroeger Viacom was. In juni 2005 heeft de directie van Viacom besloten te gaan opsplitsen. Zie voor meer informatie de kop opsplitsing in Viacom en het artikel over CBS Corporation.
CBS is al sinds zijn oprichting de best bekeken Amerikaanse televisiezender.

## Programmering
Dit is de programmering voor het seizoen 2015-2016.

### Drama
- NCIS
- NCIS: Los Angeles
- NCIS: New Orleans
- CSI: Cyber
- The Good Wife
- Criminal Minds
- Blue Bloods
- Hawaii Five-0
- Elementary (2012)
- Scorpion (2014)
- Madam Secretary (2014)
- Zoo (2015)
- Limitless (2015)
- Code Black (2015)
- Supergirl (2015)
- Criminal Minds: Beyond Borders (2016)
- Rush Hour (2016)

### Comedy
- The Big Bang Theory
- 2 Broke Girls (2011–heden)
- Mom (2013)
- The Odd Couple (2015)
- Life in Pieces (2015)

### Reality
- Survivor
- The Amazing Race
- Undercover Boss
- Big Brother
- The Late Show with Stephen Colbert
- The Late Late Show with James Corden
- Tough as Nails

### Nieuws
- 60 Minutes (1968-heden)
- CBS Evening News (1952-heden)
- CBS Morning News (1987-heden)
- CBS News Sunday Morning (1979-heden)
- The Early Show (1954-heden)
- Face the Nation (1954-heden)
- The Saturday Early Show (1997-heden)
- Up to the Minute (1992-heden)
- 48 Hours Mystery (1998-heden)

### Dagprogramma's
- The Bold and the Beautiful (1987-heden)
- The Young and the Restless (1973-heden)
- The Price is Right (1972-heden)
- The Talk (2010-heden)

## Oudere, bekende CBS-producties
- Alice (1976-1985)
- All in the Family (1971-1979)
- As the World Turns (1956-2010)
- Barnaby Jones (1973-1980)
- Cagney and Lacey (1982-1988)
- Chicago Hope (1994-2000)
- Cold Case (2003-2010)
- CSI: Miami (2002-2012)
- CSI: Crime Scene Investigation
- CSI: NY
- Dallas (1978-1991)
- The Defenders (1961-1965)
- Designing Women (1986-1993)
- The Dukes of Hazzard (1979-1985)
- The Ed Sullivan Show (1948-1971)
- The Equalizer (1985-1989)
- Evening Shade (1990-1994)
- Everybody Loves Raymond (1996-2005)
- Falcon Crest (1981-1990)
- Family Affair (1966-1971)
- Family Law (1999-2002)
- Flashpoint (2008-2012)
- Garfield and Friends (1988-1994)
- Gary Unmarried (2008-2010)
- Ghost Whisperer (2005-2010)
- Guiding Light (1952-2009)
- Hawaii Five-O (1968-1980)
- Homicide: Life on the Street (1993-1999)
- How I Met Your Mother
- I Love Lucy (1951-1957)
- JAG (1997-2005)
- Jericho (2006-2007)
- Joan of Arcadia (2003-2005)
- Kate & Allie (1984-1989)
- Kid Nation (2007)
- M*A*S*H (1972-1983)
- Magnum, P.I. (1980-1988)
- Medium (2009-2011, daarvoor op NBC)
- Mike & Molly
- Mission: Impossible (1966-1973)
- Murder, She Wrote (1984-1996)
- Murphy Brown (1988-1998)
- The Nanny (1993-1999)
- The New Adventures of Old Christine (2006-2010)
- Newhart (1982-1990)
- Northern Exposure (1990-1995)
- Numb3rs (2005-2010)
- NYC 22 (2012–2014)
- One Day at a Time (1975-1984)
- Person of Interest (2011–2016)
- Rules of Engagement
- Power of 10 (2007)
- Rescue 911 (1989-1996)
- Shark (2006-2007)
- The Late Show with David Letterman (1993-2015)
- The Mentalist
- Touched By An Angel (1994-2003)
- Trapper John, M.D. (1979-1986)
- Two and a Half Men (2003-2015)
- Without a Trace (2002-2009)
- The Unit (2006-2009)